# Petel-Karkallé
Petel-Karkallé est une commune située dans le département de Seytenga, dans la province du Séno, région du Sahel, au Burkina Faso.

## Géographie
La commune est traversée par la route nationale 23.